# Cornelia Schorer

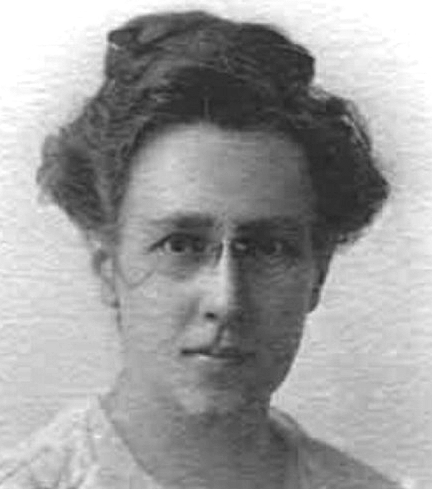
Cornelia Schorer (1890er Jahre)

Cornelia Bernhardine Johanna Schorer (* 12. Juli 1863 
in Lübeck; † 9. Januar 1939 in Potsdam) war eine deutsche Ärztin. Als eine der ersten Frauen in Deutschland studierte sie Medizin, sie war die erste Frau aus Lübeck, die als Ärztin promoviert wurde. Die meiste Zeit ihres Berufslebens war sie als Psychiaterin in den USA tätig. 

## Leben
Cornelia Schorer war die Tochter des Lübecker Apothekers Theodor Schorer und wuchs mit fünf Geschwistern auf. Ihre zwei Jahre jüngere Schwester Maria Schorer machte unter dem Künstlernamen Maria Slavona Karriere als Malerin des Impressionismus. Die Familie lebte in der Johannisstraße im Gebäude der Löwen-Apotheke, dem ältesten erhaltenen romanischen Profanbau der Stadt Lübeck. Cornelia war die älteste Tochter. Sie absolvierte das Roquettesche private Lehrerinnenseminar, das damals als einzige schulische Einrichtung in Lübeck Frauen eine zweijährige qualifizierte Berufsausbildung bot. Cornelia Schorer legte ihre Prüfung im Jahr 1882 ab; 1892 gehörte auch die acht Jahre jüngere  Franziska zu Reventlow zu den Absolventinnen.
Cornelia Schorer blieb noch für zwei Jahre in Lübeck und unterrichtete acht Stunden in der Woche Französisch und Deutsch an der Ernestinenschule, an der sie die Funktion einer „wissenschaftlichen Hilfslehrerin“ hatte. 1889 ging sie nach Berlin, wo sie sich an einer Frauenbildungseinrichtung weiterbildete, die von der Pädagogin und Frauenrechtlerin Helene Lange geleitet wurde. 
Im Wintersemester 1891/92 nahm sie ein Philosophie-Studium an der Universität Zürich auf. Ab 1892 studierte sie dort Medizin. Mit der Dissertation „Klinische Mitteilungen über Chlorose“ wurde sie 1897 promoviert. Nach dem Examen 1898 verbrachte sie einige Monate als Ärztin in der Dermatologischen Klinik an der deutschen Karl-Ferdinands-Universität in Prag. Im selben Jahr traf sie vor ihrer Auswanderung in die USA mit Fanny zu Reventlow zusammen, die als Schriftstellerin und geschiedene Mutter eines kleinen Sohns zur Münchner Bohème gehörte. Diese notierte unter dem Datum vom 16. Juni 1898 in ihrem Tagebuch: Cornelia Schorer. Bei fürchterlichem Regen mit ihr Sezession besucht. Dabei erkältet, immer Schmerzen. Dann geschrieben, geübt, etc. pp.
1899 wurde Cornelia Schorer  in Massachusetts als Ärztin zugelassen. Von 1901 bis 1908, als sie ihre Arbeit aus Krankheitsgründen zunächst aufgab, arbeitete sie an einer psychiatrischen Klinik in Worcester. Sie kehrte 1909 nach Deutschland zurück und ließ sich in München operieren. 1910 nahm sie ihre Arbeit am Worcester State Hospital wieder auf und arbeitete dort bis 1914. Anschließend war sie bis 1916 am Boston State Hospital tätig. Sie war als Psychiaterin an einer Studie über psychisch erkrankte Frauen beteiligt, die mit dem Gesetz in Konflikt gekommen waren. 1920 wechselte sie zum Foxborough State Hospital und war dort Senior-Assistenzärztin. 
1933 ging sie als 70-Jährige in den Ruhestand und kehrte nach Deutschland zurück. Sie unternahm Reisen innerhalb Deutschlands und Europas. 1935 bereiste sie noch einmal die USA. Cornelia Schorer starb 1939.

## Ehrungen
Ihre Heimatstadt Lübeck ehrte Cornelia Schorer, indem sie eine Straße im neuen Hochschulstadtteil nach ihr benannte. Ihr Lebenswerk wurde 2005 im Rahmen einer Ausstellung über Frauen in der Geschichte Lübecks gewürdigt.